# Boston Society of Film Critics Awards 2010
31. ročník předávání cen asociace Boston Society of Film Critics Awards se konal 12. prosince 2010.

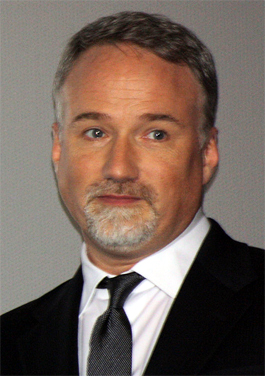
David Fincher, vítěz v kategorii nejlepší režisér

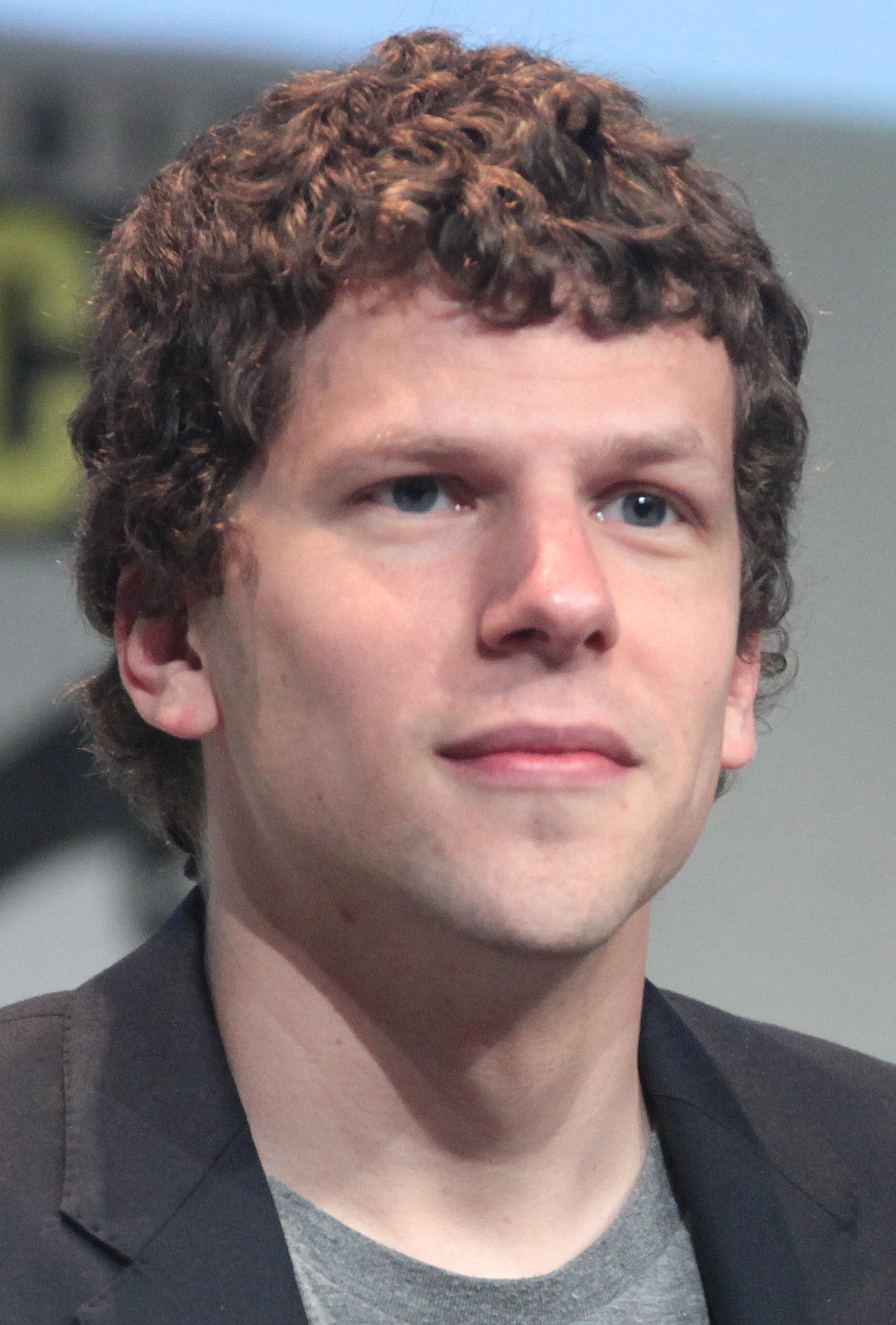
Jesse Eisenberg, vítěz v kategorii nejlepší mužský herecký výkon v hlavní roli

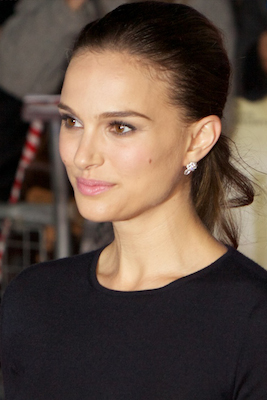
Natalie Portman, vítězka v kategorii nejlepší ženský herecký výkon v hlavní roli

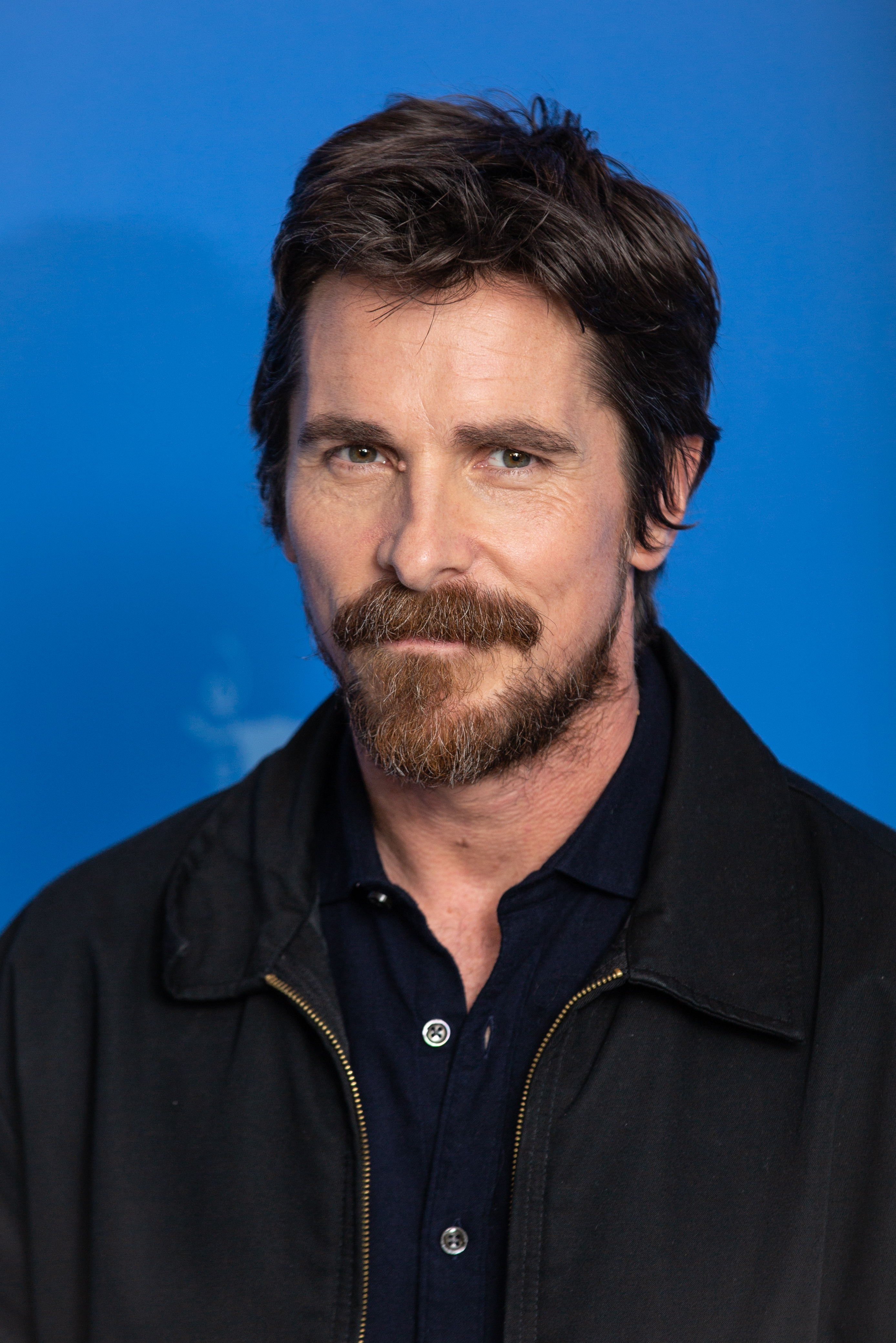
Christian Bale, vítěz v kategorii nejlepší mužský herecký výkon ve vedlejší roli

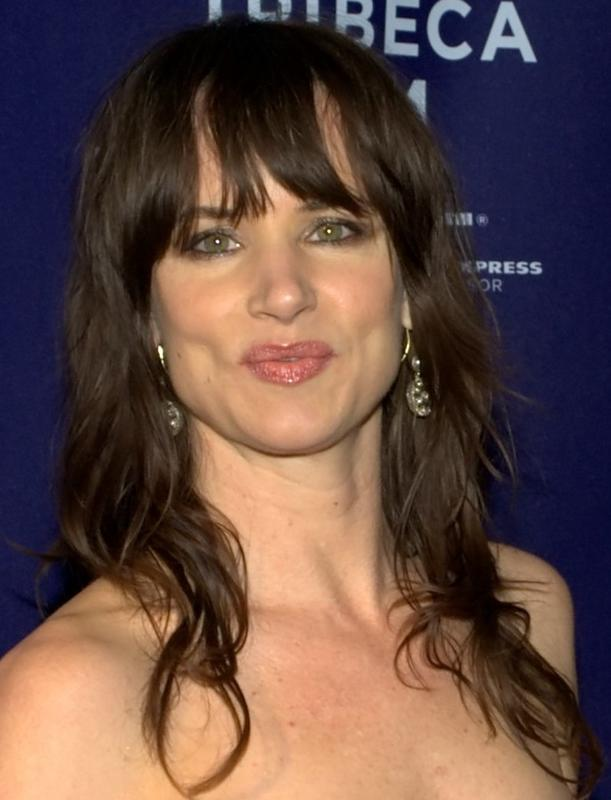
Juliette Lewis, vítězka v kategorii nejlepší ženský herecký výkon ve vedlejší roli

## Vítězové
- Nejlepší film
  1. The Social Network
  2. Toy Story 3: Příběh hraček
- Nejlepší režisér
  1. David Fincher – The Social Network
  2. Darren Aronofsky – Černá labuť
- Nejlepší scénář
  1. Aaron Sorkin – The Social Network
  2. Nicole Holofcener – Není zač
- Nejlepší herec v hlavní roli
  1. Jesse Eisenberg – The Social Network
  2. Colin Firth – Králova řeč
- Nejlepší herečka v hlavní roli
  1. Natalie Portman – Černá labuť
  2. Annette Bening – Děcka jsou v pohodě
- Nejlepší herec ve vedlejší roli
  1. Christian Bale – Fighter
  2. Andrew Garfield – The Social Network
- Nejlepší herečka ve vedlejší roli
  1. Juliette Lewis – Odsouzení
  2. Melissa Leo – Fighter
- Nejlepší obsazení
  1. Fighter
  2. Děcka jsou v pohodě
- Nejlepší dokument
  1. Marwencol
  2. Finanční krize
- Nejlepší cizojazyčný film
  1. Matka (Jižní Korea)
  2. Mé jméno je láska (Itálie)
- Nejlepší animovaný film
  1. Toy Story 3: Příběh hraček
  2. Iluzionista
- Nejlepší kamera
  1. Roger Deakins – Opravdová kuráž
  2. Matthew Libatique – Černá labuť
- Nejlepší střih
  1. Andrew Weisblum – Černá labuť
  2. Lee Smith – Počátek
- Nejlepší použití hudby
  1. Trent Reznor a Atticus Ross – The Social Network
  2. Carter Burwell – Opravdová kuráž
- Nejlepší nový filmař
  1. Jeff Malmberg – Marwencol
  2. David Michôd – Království zvěrstev